# Can't Stop Love
Can't Stop Love är titeln på en låt inspelad av artisten Darin. Låten, specialskriven inför kronprinsessan Victoria och prins Daniels bröllop den 19 juni 2010 , framfördes av Darin i direktsändning från Operahusets tak samma kväll.

## Låtskrivare och musikproducenter
Låten Can't Stop Love är skriven och producerad av Darin tillsammans med Tony Nilsson. Detta på en förfrågan ställd av Sveriges Television, bara ett par veckor innan bröllopet. Tony Nilsson ligger även bakom You're Out Of My Life, Darins bidrag i Melodifestivalen 2010 års tredje deltävling.